# Gilles Waulde
Gilles Waulde (Bavai circa 1596 – Binche circa 1648) was een kanunnik en kroniekschrijver in de Spaanse Nederlanden. Hij beschreef de geschiedenis van de stad Binche vanaf haar oorsprong.

## Levensloop

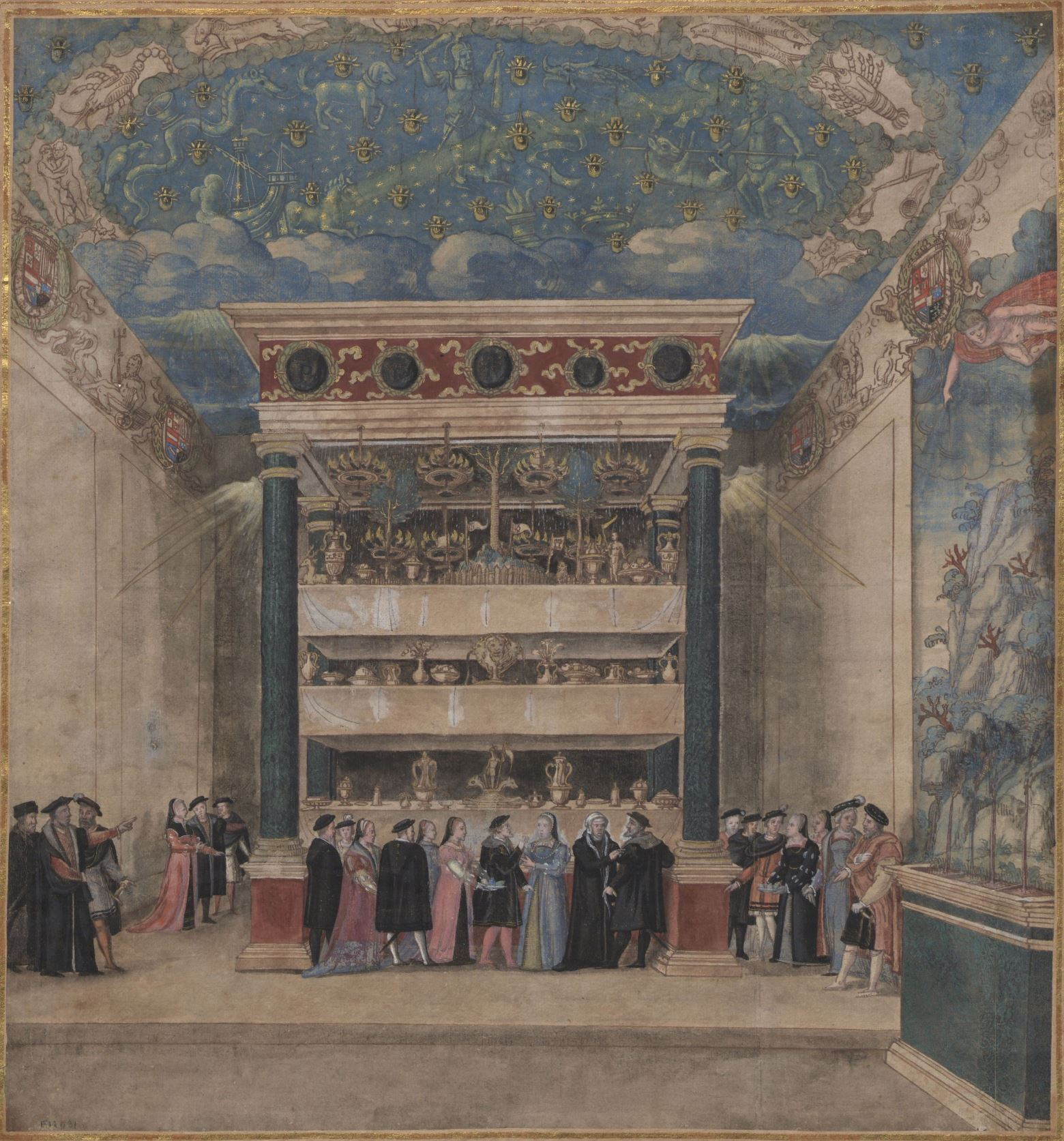
Theaterzaal in het Paleis van Binche voor de landvoogden der Spaanse Nederlanden

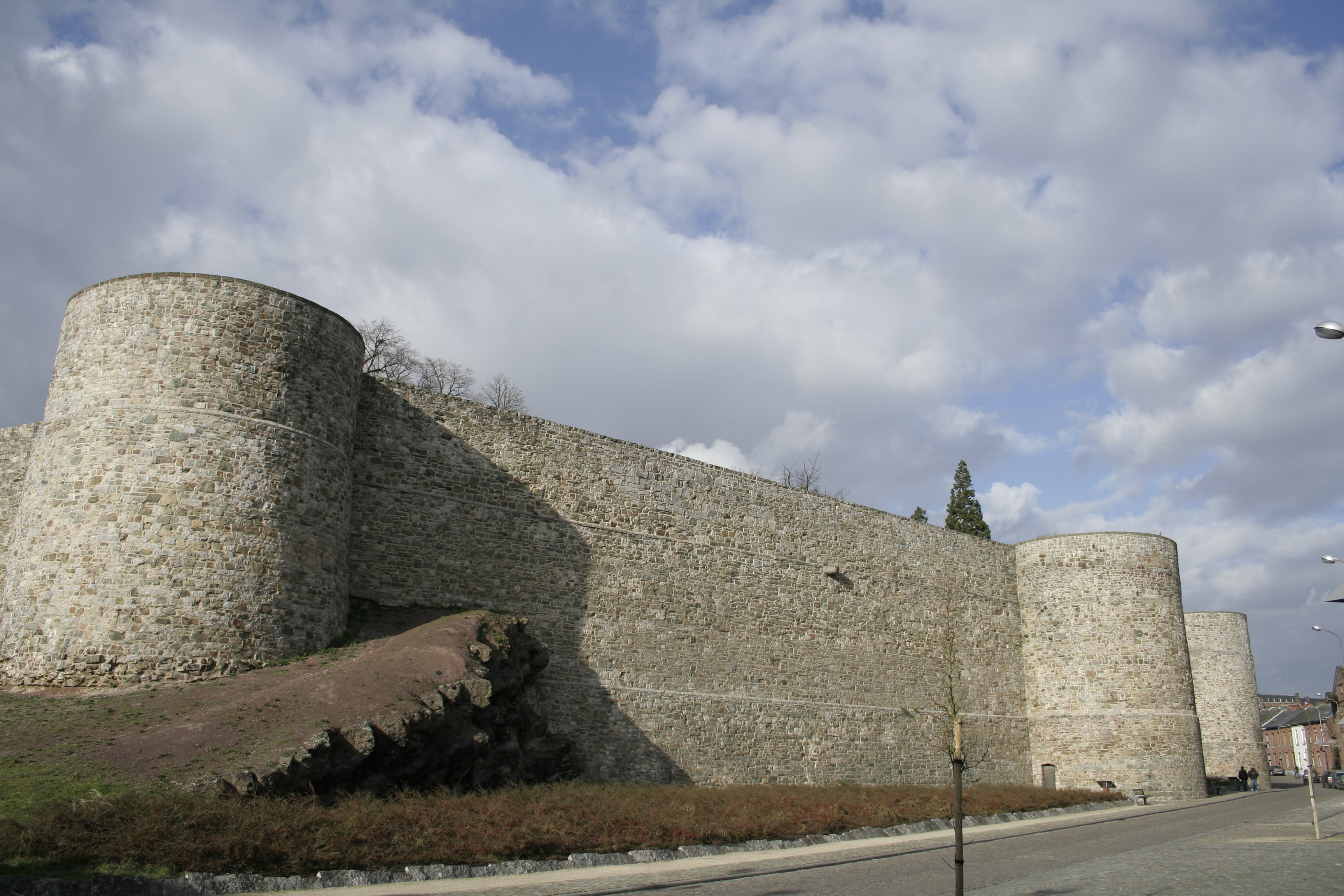
Stadsmuren van Binche

Zijn geboortedatum en sterfdatum staan niet vast. Wel is bekend dat hij theologie studeerde aan de oude universiteit van Leuven, in het hertogdom Brabant. Hij studeerde af in de Pedagogie De Burcht in het jaar 1614. Hij studeerde gelijktijdig aan de universiteit van Dowaai in het graafschap Vlaanderen, wat de tweede universiteit in de Spaanse Nederlanden was na Leuven.
In 1614 werd Waulde diaken in Binche, in het graafschap Henegouwen. In zijn kerkelijke carrière werd hij verder aartspriester en kanunnik van de kathedraal van Kamerijk. Hij werd pastoor van Binche in 1626, in opvolging van Jean Baccart. De functie van pastoor van Binche was verbonden met een prebende, en dus een inkomen, van de abdij van Lobbes. Bovendien kreeg Waulde stemrecht en een zitje als kanunnik in de abdij. Zo geraakte hij in de ban van de geschiedenis van de abdij. Dit bracht hem tot opzoekwerk in de archieven van de abdij. Hij schreef er ook verzen in het Latijn, waarmee hij vooral vleiende woorden neerschreef aan de personen met wie hij correspondeerde.
In 1628 bezocht Frans van der Burch, aartsbisschop van Kamerijk, de abdij van Lobbes. De bisschop verplichtte Waulde om alle mirakels van Binche te boek te stellen. Waulde kon officieel aan de slag. Hij werd beloond met de functie van deken van het kapittel van Yvoy in het hertogdom Luxemburg. In Yvoy was hij ook verantwoordelijk voor de censuur van de boeken.
Gilles Waulde had 2 broers. Broer Pierre-Gilles gaf les in het klooster van de Kapucijnen in Luik en Sébastien was baljuw in Louvignies-Bavai, nabij het ouderlijk huis van de familie Waulde.
Toen de pest in Binche uitbrak (1636) hielp Waulde de zieken op de pastorij; zelf werd hij niet ziek. Hij stierf er rond het jaar 1648.

## Werken
Naast Latijnse verzen heeft hij twee boeken in het Frans geschreven.
- La vie et miracles de saint-Ursmer et de 7 autres saints avec la chronique de Lobbes (1628).[2] Dit werk bestaat uit 9 boeken en is voor het eerst uitgegeven in Bergen, Henegouwen. Het werk bevat heiligenlevens uit Henegouwen; deze 8 heiligen werden in de stad Binche vereerd. In het bijzonder draait het werk om het leven van Ursmarus van Lobbes.[3] Daarnaast beschreef hij de geschiedenis van de stad Binche met veel aandacht voor mirakels. Hij baseerde zich op enorm veel oorkondes, charters, bullen, keizerlijke geschriften en andere documenten uit de bibliotheek van de abdij van Lobbes. Hij consulteerde ook archieven in andere abdijen. Ook beschreef hij de geschiedenis van de abdij van Lobbes.
- Harangue funèbre aux obsèques de Madame Isabelle, Claire, Eugénie, Infante d’Espagne, célébrée à Binche le 9 de l’an 1634. Dit werk werd ook uitgegeven in Bergen (1634). Het is een lofschrift, soms in bombastische stijl, aan de overleden landvoogdes van de Spaanse Nederlanden, Isabella van Spanje. De landvoogdes had heel haar leven aandacht gehad voor de opleving van de stad Binche.[4]